# جون إف. كويل
جون إف. كويل (بالإنجليزية: John F. Cowell)‏ هو عالم نبات أمريكي، ولد في 3 مارس 1852، وتوفي في 1 مايو 1915 بسبب نوبة قلبية.